# Boodleopsis
Boodleopsis es un género de algas, perteneciente a la familia Udoteaceae.

## Especies deBoodleopsis
- Boodleopsis carolinensis
- Boodleopsis hawaiiensis
- Boodleopsis pusilla
- Boodleopsis siphonacea
- Boodleopsis sundarbanensis
- Boodleopsis vaucherioidea
- Boodleopsis verticillata